# جامعة ترامب
جامعة ترمب (بالإنجليزية: Trump University) هي جامعة أمريكية كانت تدير برنامج عقاري في الفترة من عام 2005 وحتى عام 2010. كانت تملكها وتشغلها منظمة ترمب. أسسها دونالد ترمب ورفاقه مايكل سيكستون وجوناثان سبيتالني في عام 2004. كانت تقدم دورات في العقارات وإدارة الأصول وريادة الأعمال وتكوين الثروات. بعد عدة دعاوي قضائية، أصبحت الآن معطلة.

## الجامعة والحملة الانتخابية الرئاسية 2016

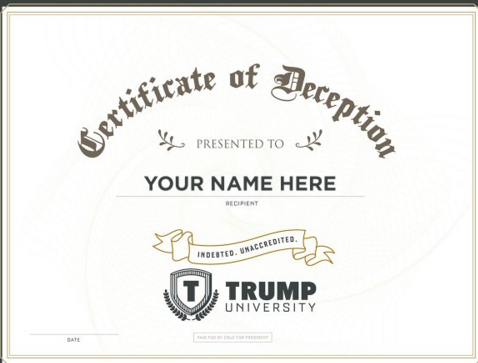
"دبلوم شخصي" ساخر من جامعة ترمب على موقع حملة السناتور تيد كروز خلال الانتخابات التمهيدية الجمهورية لعام 2016.

خلال الانتخابات الرئاسية الأمريكية عام 2016 ، استخدم معارضو ترمب الجامعة لانتقاده. قال ميت رومني في مارس: «دونالد ترمب هو زائف، ومحتال. وعوده لا قيمة لها مثل شهادة من جامعة ترمب». طرح السينتور تيد كروز وماركو روبيو الموضوع خلال المناقشات المتلفزة في فبراير ومارس. رد ترمب بأن جامعة ترمب كانت «شركة صغيرة» وأن تقييمات الطلاب كانت إيجابية للغاية. وقال إن الدعاوى القضائية كانت جزءًا روتينيًا من الأعمال وأنه فاز بمعظمها. قال عن أحد الأفعال الجماعية: «إنه شيء كان بإمكاني تسويته عدة مرات. كان بإمكاني تسويته الآن مقابل القليل من المال، لكنني لا أريد أن أفعل ذلك بدافع المبدأ». استخدمت هيلاري كلينتون مزاعم جامعة ترمب ضد ترمب في الخطابات وإعلانات الحملات.